# هاله حامدی‌فر
هاله حامدی‌فر کارآفرین ایرانی و برندهٔ کتاب سال جمهوری اسلامی ایران در سال ۱۳۷۸، یکی از چهره‌های اثرگذار در توسعهٔ صنعت داروییِ ایران و صادرات دارو است.
حامدی‌فر با اشتغال‌زایی برای حدود ۱۵۰۰ نفر در ردهٔ کارآفرینان ایران قرار گرفت و در سال ۲۰۱۶ موفق به دریافت نشان Pharma Hero از مؤسسهٔ بین‌المللی UBC شد. هاله حامدی‌فر و همکارانش با تأسیس شرکت‌های دیگر از جمله زیست اروند فارمد، آریوژن، نانو الوند، ارکید فارمد، سیناپخش ژن، آروکو و سیناژن ایلاچ (استانبول) در حال گسترش صنعت دارو است.

## زندگی‌نامه
هاله حامدی‌فر در ۱۷ فروردین ماه ۱۳۵۱ در محله امیرآباد تهران متولد شد. در سال ۱۳۷۴ به عنوان دانشجوی نمونه در رشته داروسازی دانشگاه تهران فارغ‌التحصیل شد و در همان سال با بردیا فرزام فر ازدواج کرد.

## تولید واکسن کووید-۱۹
در خرداد ۱۴۰۰، هاله حامدی‌فر در مصاحبه‌ای از دریافت مجوز آغاز فاز ۲ مطالعات بالینی برای واکسن کرونا با نام تجاری اسپایکوژن توسط کمیته اخلاق وزارت بهداشت  خبر داد. این واکسن با تکنولوژی پروتئین نوترکیب توسط شرکت سیناژن و در همکاری با شرکت استرالیایی Vaxine تولید شده است.

## جوایز و افتخارات
- جایزه کتاب سال جمهوری اسلامی ایران ۱۳۷۸ (ترجمه کتاب شیمی دارویی کرول کواس)[۱۰]
- دریافت تقدیرنامه در چهارمین همایش نوآوری و عدالت اقتصادی در سال ۱۳۹۰[نیازمند منبع]
- دریافت تندیس رعایت حقوق مشتریان سال ۱۳۹۱[نیازمند منبع]
- دریافت تقدیرنامه در جشنواره ملی نوآوری و شکوفایی ۱۳۹۱[نیازمند منبع]
- دریافت تقدیرنامه از وزارت صنعت، معدن و تجارت در همایش بانوان برگزیده ۱۳۹۱[۱۱]
- انتخاب به عنوان کار آفرین برتر در جشنواره کارآفرینان برتر سال ۱۳۹۲[نیازمند منبع]
- انتخاب به عنوان چهره اثرگذار در حوزه بیوتکنولوژی سال ۱۳۹۶[۱۲]
- دریافت تندیس بلوغ هوش تجاری از دومین کنفرانس هوش تجاری ایران[نیازمند منبع]
- برنده جایزه صادر کننده نمونه سال ۱۳۹۶[۱۳]
- دریافت تندیس و نشان کارآفرینی امین الضرب ۱۳۹۶[۱]
- کسب تندیس کارآفرین برتر ملی سال ۱۳۹۶ - حاج خلیفه علی رهبر[۱۴][منبع بهتری نیاز است]